# Giacomo Simoncini
Giacomo Simoncini (ur. 30 listopada 1994 w Borgo Maggiore) – sanmaryński polityk, działacz sportowy i społeczny, parlamentarzysta, od 1 października 2021 do 1 kwietnia 2022 kapitan regent San Marino wraz z Francesco Mussonim.

## Życiorys
Ukończył studia farmaceutyczne na Uniwersytecie Bolońskim, uzyskał też uprawnienia nauczyciela chemii. W 2020 został członkiem krajowych sił zbrojnych (Compagnia uniformata delle milizie). W 2017 został członkiem zarządu klubu piłkarskiego SS Murata, natomiast rok później został menedżerem męskiej reprezentacji futsalu San Marino. Objął funkcję przewodniczącego Rotaract w San Marino.
W wieku 18 lat wstąpił do Partii Socjalistycznej, zasiadł w jej władzach. W 2019 wybrano go posłem do Wielkiej Rady Generalnej z ramienia koalicji Noi per la Repubblica. We wrześniu 2021 wybrany na jednego z dwóch kapitanów regentów San Marino na półroczną kadencję rozpoczynającą się z dniem 1 października 2021. 